# Atletica leggera ai XIV Giochi del Mediterraneo
Le gare di atletica leggera ai XIV Giochi del Mediterraneo si svolsero dall'11 al 14 settembre 2001 presso lo Stadio Olimpico di Radès. Vennero disputate 46 gare, di cui 23 maschili e 23 femminili.

## Podi

### Uomini
| Evento                            | Oro                                                                           | Prestazione | Argento                                                     | Prestazione | Bronzo                                                                   | Prestazione |
| Corse piane                       |                                                                               |             |                                                             |             |                                                                          |             |
| 100 m (dettagli) Vento: 2,5 m/s   | Aristotelis Gavelas                                                           | 10"14 w     | Maurizio Checcucci                                          | 10"15 w     | Ánninos Markoullídis                                                     | 10"21 w     |
| 200 m (dettagli)                  | Anninos Marcoullides                                                          | 20"60       | Andrea Colombo                                              | 20"60       | Panagiotis Sarris                                                        | 20"72       |
| 400 m (dettagli)                  | Malik Louahla                                                                 | 45"56       | Sofiane Labidi                                              | 46"33       | Amin Badany Goma'a                                                       | 46"87       |
| 800 m (dettagli)                  | Adem Hecini                                                                   | 1'49"21     | Khalid Tighazouine                                          | 1'49"42     | Franck Barré                                                             | 1'49"48     |
| 1500 m (dettagli)                 | Abdelkader Hachlaf                                                            | 3'46"45     | Mohamed Khaldi                                              | 3'47"55     | Fouad Chouki                                                             | 3'47"97     |
| 5000 m (dettagli)                 | Mohamed Khaldi                                                                | 14'6"30     | Mohammed Amyn                                               | 14'6"73     | Ricardo Fernández                                                        | 14'7"20     |
| 10000 m (dettagli)                | Jaouad Gharib                                                                 | 28'58"97    | Kamal Kohil                                                 | 29'0"47     | Ahmed Baday                                                              | 29'13"36    |
| Corse a ostacoli                  |                                                                               |             |                                                             |             |                                                                          |             |
| 110 m ostacoli (dettagli)         | Vincent Clarico                                                               | 13"62       | Devis Favaro                                                | 13"89       | Nenad Lončar                                                             | 13"90       |
| 400 m ostacoli (dettagli)         | Periklīs Iakōvakīs                                                            | 50"21       | Darko Juričić                                               | 50"35       | Laurent Ottoz                                                            | 50"75       |
| 3000 m siepi (dettagli)           | Antonio Jiménez                                                               | 8'31"31     | José Luis Blanco                                            | 8'34"94     | Laïd Bessou                                                              | 8'35"32     |
| Staffette                         |                                                                               |             |                                                             |             |                                                                          |             |
| Staffetta 4×100 (dettagli)        | Italia Maurizio Checcucci Marco Torrieri Francesco Scuderi Andrea Colombo     | 39"14       | Francia Yannick Urbino Thierry Lubin Alex Menal Needy Guims | 39"73       | Spagna Cecilio Maestra Pedro Pablo Nolet Carlos Meléndez Carlos Berlanga | 40"00       |
| Staffetta 4×400 (dettagli)        | Grecia Stylianos Dimotsios Ioannis Lessis Georgios Ikonomidis Georgios Doupis | 3'7"28      | Algeria Malik Louahla Djamel Belaid Nabil Salmi Adem Hecini | 3'7"50      | Francia Laurent Claudel Marc Foucan Philippe Bouche Bruno Wavelet        | 3'7"87      |
| Prove su strada                   |                                                                               |             |                                                             |             |                                                                          |             |
| Maratona (dettagli)               | Sergio Chiesa                                                                 | 2h21'07"    | Mustapha Damaoui                                            | 2h22'25"    | Ali Mohamed Zaïdi                                                        | 2h22'56"    |
| Marcia 20 km (dettagli)           | Hatem Ghoula                                                                  | 1h26'43"    | Alejandro Cambil                                            | 1h28'43"    | Alessandro Gandellini                                                    | 1h29'18"    |
| Salti                             |                                                                               |             |                                                             |             |                                                                          |             |
| Salto in alto (dettagli)          | Abderrahmane Hammad                                                           | 2,25 m      | Giulio Ciotti                                               | 2,19 m      | Elvir Krehmic                                                            | 2,19 m      |
| Salto con l'asta (dettagli)       | Andrea Giannini                                                               | 5,45 m      | Giuseppe Gibilisco                                          | 5,40 m      | Khalid Lachheb                                                           | 5,40 m      |
| Salto in lungo (dettagli)         | Siniša Ergotić                                                                | 8,08 m      | Younès Moudrik                                              | 8,07 m w    | Nicola Trentin                                                           | 7,93 m w    |
| Salto triplo (dettagli)           | Fabrizio Donato                                                               | 17,05 m     | Sébastien Pincemail                                         | 16,58 m w   | Raúl Chapado                                                             | 16,41 m w   |
| Lanci                             |                                                                               |             |                                                             |             |                                                                          |             |
| Getto del peso (dettagli)         | Manuel Martínez                                                               | 21,03 m     | Paolo Dal Soglio                                            | 20,60 m     | Vaios Tigas                                                              | 19,42 m     |
| Lancio del disco (dettagli)       | Diego Fortuna                                                                 | 64,40 m     | David Martínez                                              | 63,85 m     | Mario Pestano                                                            | 63,71 m     |
| Lancio del martello (dettagli)    | Nicola Vizzoni                                                                | 78,49 m     | Alexandros Papadimitriou                                    | 76,98 m     | Raphaël Piolanti                                                         | 71,52 m     |
| Lancio del giavellotto (dettagli) | Laurent Dorique                                                               | 80,88 m     | Eleutherios Karasmanakis                                    | 77,58 m     | Edi Ponoš                                                                | 76,12 m     |
| Prove multiple                    |                                                                               |             |                                                             |             |                                                                          |             |
| Decathlon (dettagli)              | Prodromos Korkizoglou                                                         | 7 773 p.    | Hamdi Dhouibi                                               | 7 530 p.    | Paolo Casarsa                                                            | 7 522 p.    |

### Donne
| Evento                            | Oro                                                                      | Prestazione | Argento                                                                 | Prestazione | Bronzo                                                                                | Prestazione |
| Corse piane                       |                                                                          |             |                                                                         |             |                                                                                       |             |
| 100 m (dettagli)                  | Nora Güner                                                               | 11"25       | Manuela Levorato                                                        | 11"25       | Efrosini Patsou                                                                       | 11"45       |
| 200 m (dettagli)                  | Nora Güner                                                               | 22"86 w     | Fabé Dia                                                                | 23"18 w     | Anita Mormand                                                                         | 23"50 w     |
| 400 m (dettagli)                  | Marie-Louise Bévis                                                       | 52"90       | Francine Landre                                                         | 52"96       | Awatef Ben Hassine                                                                    | 53"77       |
| 800 m (dettagli)                  | Seltana Aït Hammou                                                       | 2'04"28     | Brigita Langerholc                                                      | 2'04"91     | Abir Nakhli                                                                           | 2'04"98     |
| 1500 m (dettagli)                 | Fatma Lanouar                                                            | 4'10"33     | Süreyya Ayhan                                                           | 4'10"69     | Ebru Kavaklioglu                                                                      | 4'12"03     |
| 5000 m (dettagli)                 | Ebru Kavaklioglu                                                         | 15'26"33    | Asmae Leghzaoui                                                         | 15'29"35    | Olivera Jevtić                                                                        | 15'40"61    |
| 10000 m (dettagli)                | Asmae Leghzaoui                                                          | 31'16"94    | Olivera Jevtić                                                          | 31'33"08    | Elvan Abeylegesse                                                                     | 32'29"20    |
| Corse a ostacoli                  |                                                                          |             |                                                                         |             |                                                                                       |             |
| 100 m ostacoli (dettagli)         | Patricia Girard                                                          | 12"82       | Haydy Aron                                                              | 13"04       | Margaret Macchiut                                                                     | 13"31       |
| 400 m ostacoli (dettagli)         | Sylvanie Morandais                                                       | 57"02       | Monika Niederstätter                                                    | 57"22       | Meta Macus                                                                            | 57"51       |
| 3000 m siepi (dettagli)           | Élodie Olivares                                                          | 9'44"68     | Laurence Duquénoy                                                       | 10'05"90    | Hana Chaouach                                                                         | 10'18"31    |
| Staffette                         |                                                                          |             |                                                                         |             |                                                                                       |             |
| Staffetta 4×100 (dettagli)        | Francia Haydy Aron Céline Thélamon Fabé Dia Sylvie Mballa Eloundou       | 44"40       | Italia Anita Pistone Francesca Cola Manuela Grillo Danielle Perpoli     | 44"89       | Grecia Athina Kopsia Efrosyni Patsou Olga Kaidantzi Giannoula Kafetzi                 | 44"97       |
| Staffetta 4×400 (dettagli)        | Francia Anita Mormand Viviane Dorsile Marie-Louise Bévis Francine Landre | 3'34"28     | Italia Daniela Reina Fabiola Piroddi Francesca Carbone Danielle Perpoli | 3'38"90     | Grecia Georgia Koumnaki Christina Chantzi-Neag Paraskevi Tsapara Chrysoula Goudenoudi | 3'42"22     |
| Prove su strada                   |                                                                          |             |                                                                         |             |                                                                                       |             |
| Maratona (dettagli)               | Mehtap Sizmaz                                                            | 2h40'49"    | Serap Aktas                                                             | 2h43'18"    | Sonia Agoun                                                                           | 2h46'03"    |
| Marcia 20 km (dettagli)           | Erica Alfridi                                                            | 1 h 36'47"  | Elisabetta Perrone                                                      | 1 h 36'47"  | Rocío Florido                                                                         | 1 h 37'14"  |
| Salti                             |                                                                          |             |                                                                         |             |                                                                                       |             |
| Salto in alto (dettagli)          | Blanka Vlašić                                                            | 1,90 m      | Nevena Lendjel                                                          | 1,87 m      | Anna Visigalli                                                                        | 1,87 m      |
| Salto con l'asta (dettagli)       | Dana Cervantes                                                           | 4,10 m      | Thaleia Iakovidou                                                       | 4,00 m      | Marie Poissonnier                                                                     | 3,90 m      |
| Salto in lungo (dettagli)         | Concepción Montaner                                                      | 6,48 m      | Stella Pilatou                                                          | 6,41 m      | Silvia Favre                                                                          | 6,14 m      |
| Salto triplo (dettagli)           | Baya Rahouli                                                             | 14,30 m w   | Marija Martinović                                                       | 13,97 m w   | Carlota Castrejana                                                                    | 13,72 m w   |
| Lanci                             |                                                                          |             |                                                                         |             |                                                                                       |             |
| Getto del peso (dettagli)         | Assunta Legnante                                                         | 17,23 m     | Irini Terzoglou                                                         | 16,97 m     | Martina de la Puente                                                                  | 16,55 m     |
| Lancio del disco (dettagli)       | Areti Abatzi                                                             | 61,42 m     | Agnese Maffeis                                                          | 57,38 m     | Monia Kari                                                                            | 56,44 m     |
| Lancio del martello (dettagli)    | Florence Ezeh                                                            | 64,59 m     | Ester Balassini                                                         | 64,13 m     | Alexandra Papageorgiou                                                                | 62,87 m     |
| Lancio del giavellotto (dettagli) | Claudia Coslovich                                                        | 62,02 m     | Angeliki Tsiolakoudi                                                    | 58,16 m     | Marta Míguez                                                                          | 55,19 m     |
| Prove multiple                    |                                                                          |             |                                                                         |             |                                                                                       |             |
| Eptathlon (dettagli)              | Anzhela Atroschenko                                                      | 5 833 p.    | Gertrud Bacher                                                          | 5 764 p.    | Julie Mézerette                                                                       | 5 670 p.    |

## Medagliere
La nazione ospitante è evidenziata.
| Posizione | Paese                | Oro | Argento | Bronzo | Totale |
| --------- | -------------------- | --- | ------- | ------ | ------ |
| 1         | Italia               | 9   | 14      | 7      | 30     |
| 2         | Francia              | 9   | 6       | 8      | 23     |
| 3         | Grecia               | 5   | 6       | 6      | 17     |
| 4         | Algeria              | 5   | 3       | 1      | 9      |
| 5         | Turchia              | 5   | 2       | 2      | 9      |
| 6         | Marocco              | 4   | 5       | 1      | 10     |
| 7         | Spagna               | 4   | 3       | 8      | 15     |
| 8         | Tunisia              | 2   | 2       | 5      | 9      |
| 9         | Croazia              | 2   | 2       | 1      | 5      |
| 10        | Cipro                | 1   | 0       | 1      | 2      |
| 11        | Jugoslavia           | 0   | 2       | 2      | 4      |
| 12        | Slovenia             | 0   | 1       | 1      | 2      |
| 13        | Bosnia ed Erzegovina | 0   | 0       | 1      | 1      |
| 13        | Egitto               | 0   | 0       | 1      | 1      |
| 13        | Libia                | 0   | 0       | 1      | 1      |
| Totale    | Totale               | 46  | 46      | 46     | 138    |